# Llac Chiuta
El llac Chiuta és un llac poc profund situat a la frontera entre Malawi i Moçambic. Es troba al nord del llac Chilwa i al sud del llac Amaramba, amb el que està unit mitjançant un estret canal d'una desena de quilòmetres. Tanmateix, el llac Chilwa està separat per una cadena sorrenca i no hi ha contacte entre ells. Tots dos llacs estan en una fossa tectònica a l'est del Gran Vall del Rift.
El llac Chiuta ha de 3 a 4 m de profunditat i una extensió que varia entre 25 i 130 km², depenent de l'estació i l'abundància de les pluges. La superfície mitjana és d'uns 200 km², el volum mitjà d'aigua de 0,225 km³ i la profunditat mitjana d'1,13 m. La superfície de captació d'aigua és d'uns 1.755 ².
Els llacs Chiuta i Amaramba s'uneixen en època de crescuda al riu Lugenda, afluent del riu Ruvuma. En períodes molt secs, el llac Chiuta pot assecar-se completament.
Al riu s'hi coneixen 37 espècies de peixos, de les quals les dominants comercialment són Oreochromis shiranus shiranus (Chambo), Clarias griepinus (Mlamba) i Barbus paludinosus (Matemba).

## Galeria d'imatges

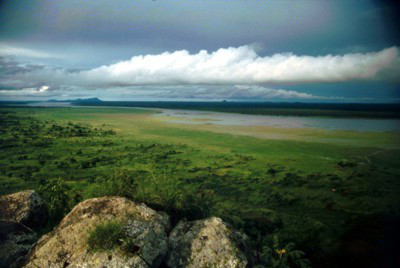
Llac Chiuta - zona nord
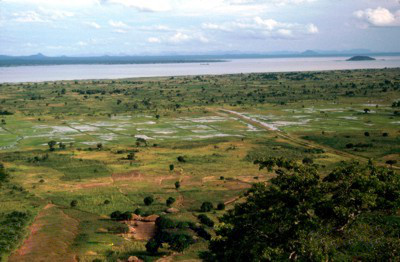
Llac Chiuta - zona mitjana
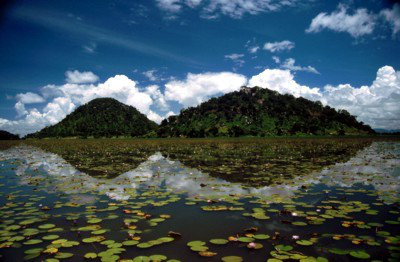
Llac Chiuta - Nafisi Inselbergs
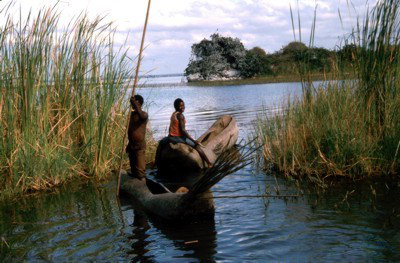
Llac Chiuta - pescadors
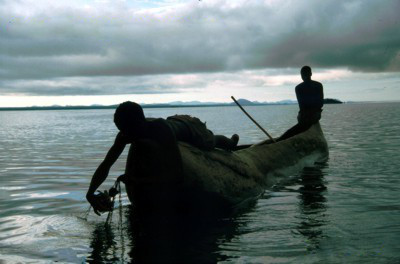
Llac Chiuta - posant xarxes
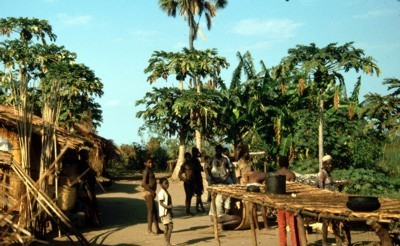
Llac Chiuta - illa Chiuta
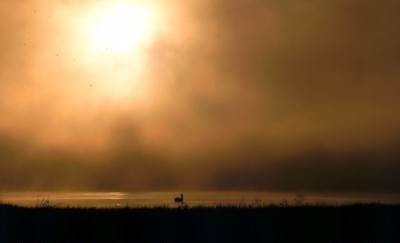
Llac Chiuta - atmosfera única